# Люксембург
Люксембу́рг (люксемб. Lëtzebuerg [ˈlətsəbuəɕ] ( прослухати); німецька Luxemburg [ˈlʊksm̩bʊʁk] ( прослухати); французька Luxembourg [lyksɑ̃buʁ] ( прослухати)), офіційна назва — Вели́ке Ге́рцогство Люксембу́рзьке (люксемб. Groussherzogtum Lëtzebuerg [ˈɡʀəʊ̯sˌhɛχtsoːχtum ˈlətsəbuəɕ]; фр. Grand-Duché de Luxembourg [ɡʁɑ̃ dyʃe də lyksɑ̃buʁ] ( прослухати); німецька Großherzogtum Luxemburg [ˈɡʁoːsˌhɛʁtsoːktuːm ˈlʊksm̩bʊʁk] ( прослухати)) — держава у Західній Європі без виходу до моря. На півночі і заході межує з Бельгією, на сході — з Німеччиною, на півдні — із Францією. Її столиця, Люксембург — одна зі столиць Європейського Союзу (разом із Брюселем, Франкфуртом-на-Майні та Страсбургом), що приймає Суд Європейського Союзу, найвищий судовий орган у ЄС. Її культура, населення та мови сильно переплітаються з сусідами, що робить країну по суті сумішшю французької та німецької культур, що зображено на її офіційних мовах: французької, німецької та національної мови, люксембурзької. Неодноразові вторгнення Німеччини, особливо у Другій світовій війні, призвели до стійкого бажання країни бути посередником між Францією та Німеччиною і, серед іншого, до заснування Європейського Союзу.
Вважається, що історія Люксембургу починається в 963 році, коли граф Зигфрід придбав скелястий мис і його укріплення римської епохи, відомі як Lucilinburhuc («маленький замок»), і прилеглу до нього територію в Імператорського абатства св. Максиміна в сусідньому Трірі. Нащадки Зигфріда збільшували свою територію завдяки шлюбам, війнам та васальством. В кінці XIII століття Люксембурзьке графство панувало над значною територію. У 1308 році граф Генріх VII став римським королем, а згодом Імператором Священної Римської імперії. У часи високого середньовіччя з дому Люксембургів походило чотири імператори. У 1354 році Карл IV підняв статус графства до герцогства. Герцогство з часом стало частиною Бургундського кола, а потім однієї із сімнадцяти провінцій Габсбурзьких Нідерландів. Протягом століть місто та фортеця Люксембургу, що мали велике стратегічне значення, знаходячись між Французьким королівством та територіями Габсбургів, поступово стало одними з найвідоміших укріплень в Європі. Після того, як графством володіли Людовик XIV та Марія-Терезія, Люксембург увійшов до складу Першої французької республіки та імперії при Наполеоні.
З площею 2586 км² це одна з найменших суверенних держав Європи. Станом на 2019 рік, у Люксембурзі проживало 626 108 осіб, що робить його однією з найменш населених країн Європи, однак країна має найвищі темпи приросту населення на континенті. Іноземці становлять майже половину населення Люксембургу. Як представницьку демократію з конституційним монархом, її очолює великий герцог Анрі, що робить країну єдиним у світі суверенним великим герцогством. Люксембург — розвинена країна з розвиненою економікою та одним із найвищих у світі ВВП на душу населення. Місто Люксембург зі своїми старими кварталами та укріпленнями було оголошено об'єктом світової спадщини ЮНЕСКО у 1994 році завдяки винятковому збереженню величезних укріплень та старого міста.
Люксембург у його сучасній формі вперше виник на Віденському конгресі 1815 року. Велике герцогство з його потужною фортецею стало незалежною державою під особистим володінням Віллема I з прусським гарнізоном для охорони міста проти чергового вторгнення Франції. У 1839 році, після потрясінь внаслідок Бельгійської революції повністю франкомовна частина Люксембургу була передана Бельгії, а частина люксембурзькомовної частини (окрім Арелерленда, району навколо Арлона) стала тим, що нині є Люксембургом.
Люксембург є членом-засновником Європейського Союзу, ОЕСР, ООН, НАТО та Бенілюксу. Місто Люксембург, яке є столицею та найбільшим містом країни, є резиденцією декількох установ та агентств Європейського Союзу. Люксембург був членом Ради Безпеки ООН у 2013 та 2014 роках, що було уперше в історії країни. Станом на 2020 рік громадяни Люксембургу мали безвізовий або візовий по прибуттю доступ до 187 країн та територій, що ставить Люксембурзький паспорт на п'яте місце в у світі, поряд із Данією та Іспанією.

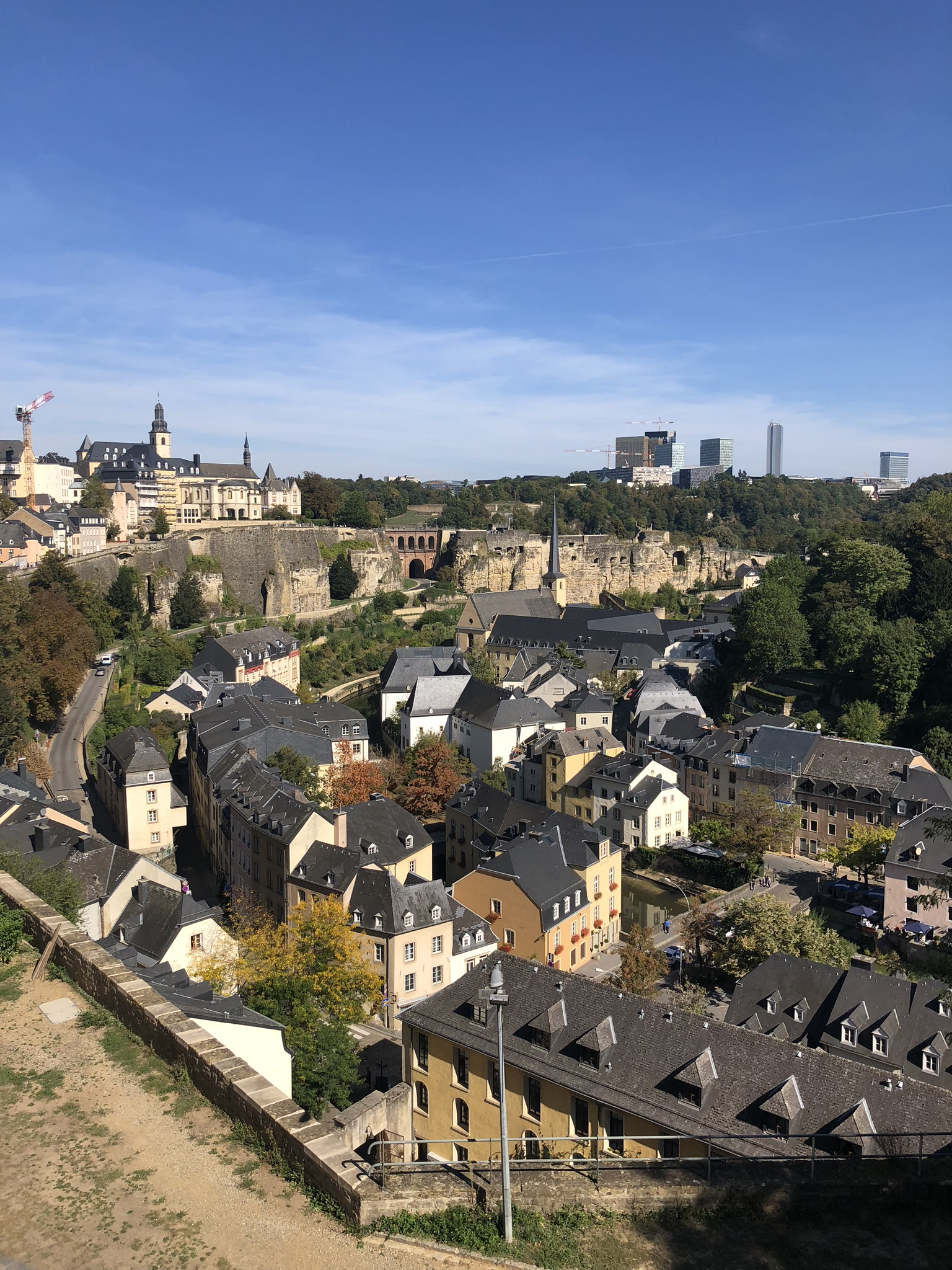
Вид на місто Люксембург

## Географія
Країна розташована в Західній Європі, межує з Бельгією, Німеччиною і Францією. Разом з Бельгією і Нідерландами входить до Бенілюксу. На сході країна обмежується річкою Мозель. Рельєф — переважно горбиста піднесена рівнина, на півночі якої підносяться відроги Арденн (найвища точка — пагорб Кнайфф, 560 метрів). Загальна площа країни — близько 2586 км².
Більшість туристів бувають у Люксембурзі в рамках туру країнами цього регіону. Основні елементи програми: центр міста, палац герцога, Каземати, поїздка у вагончиках по долині Петруссії.

### Клімат
У Люксембурзі переважає помірний тип клімату, перехідний від морського до континентального. Найспекотнішим місяцем є липень, у цей час в денні години повітря прогрівається до 22—24 градусів тепла, а вночі відзначається близько 12—14 градусів. Зима тут м'яка, найхолодніший місяць — січень. У січні вдень температура повітря коливається від 1 до 3 градусів тепла, вночі — від −3 до −1 градуса.
За рік на півдні країни випадає 760 мм опадів, а найбільша кількість опадів випадає на півночі країни — до 900 мм, взимку тут часті снігопади. Опади рівномірно розподілені впродовж року, невеликі максимуми спостерігаються в травні, червні та листопаді, грудні.

### Навколишнє середовище
Згідно з індексом екологічної ефективності 2012 року, Люксембург є однією із найкращих країн у світі у галузі охорони навколишнього середовища, посівши 4 місце зі 132 оцінених країн. А у 2020 — посів 2 місце серед 180 країн.
Також Люксембург посідає 6 місце серед десятки найкращих міст для життя у світі за версією Mercer.
Позиція країни щодо екології направлена на скорочення викидів парникових газів на 55 % за 10 років і досягти нульових викидів до 2050 року, а також на збільшення власного органічного землеробства в 5 разів.

## Історія
Нинішня територія Люксембургу була у складі провінції Белгіка Прима під владою Римської імперії. У V столітті контроль над нею встановили франки. Феодальне володіння виникло 963 року, коли один із наближених франкського короля, граф Зигфрід Люксембурзький побудував на місці сучасного міста фортецю Лютцельбург — найпотужнішу твердиню в Європі тих часів. 1083 року тут виникло Люксембурзьке графство у складі герцогства Верхня Лотарингія. 13 березня 1354 року воно отримало статус герцогства. Країна перебувала послідовно під владою Бургундії (1443 — 1506 pp.), Іспанії (1506 — 1684 pp.), Франції (1684 — 1697 pp.), Іспанії (1697—1714 pp.), Австрії (1714 — 1795 pp.), Франції (1795—1815 pp.).
Віденський конгрес 9 червня 1815 року утворив Велике герцогство Люксембурзьке і передав його управління на правах особистої унії королю Нідерландів. Під час повстання 1830 року Люксембург став на бік Бельгії. 1839 року Люксембург розділився: західні валлонські регіони відійшли до Бельгії, а решта території залишилася під владою Нідерландів. Герцогству надано право самоврядування. Впродовж 1842—1919 років Люксембург перебував у митному союзі з Німеччиною. 1876 року Люксембург набув статусу «вічно нейтральної держави», згідно з рішенням Лондонської конференції. 17 жовтня 1868 року прийнято конституцію. Король Нідерландів Віллем III помер 23 листопада 1890 року, не маючи нащадка за чоловічою лінією.
Відтоді Нідерланди і Люксембург очолюються представниками різних гілок королівської родини Нассау. Німеччина окупувала Люксембург під час обох світових воєн. У неї нібито були наміри анексувати Люксембург, але їх здійсненню завадив загальний страйк 1942 року. Статусу нейтралітету було покладено край 1949 року, коли Люксембург приєднався до НАТО. Великий герцог Жан став главою держави 12 листопада 1964 року, після того, як його мати — велика герцогиня Шарлотта зреклася престолу. Матері на той час було 68 років, синові — 43.
Люксембург уклав економічний союз із Бельгією 1921 року. Нідерланди приєдналися до нього 1948 року, і цей союз одержав назву Бенілюкс. Він став першою зоною вільної торгівлі в Європі. Люксембург був і серед засновників Європейського співтовариства. Соціалістичний коаліційний уряд перебував при владі з 1984 року. 1989 року Люксембург відзначив 150-річчя своєї незалежності. 7 жовтня 2000 року після зречення з престолу батька (через похилий вік) трон посів великий герцог Анрі.

## Державний устрій

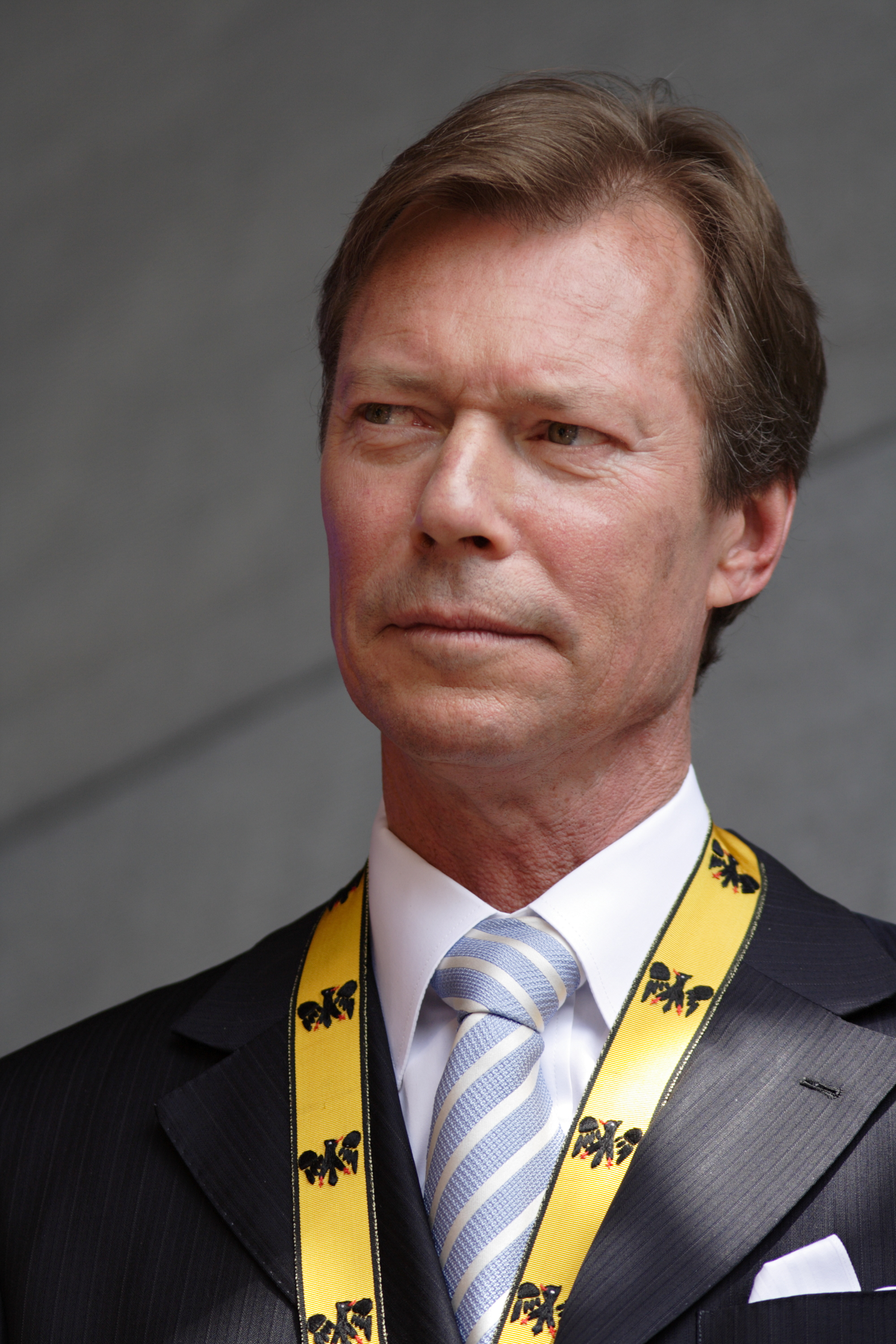
Анрі — великий герцог Люксембургу, голова держави від 2000 року

Державний лад Люксембургу — конституційна спадкова монархія.
Голова держави — великий герцог Анрі (при владі з осені 2000 року). Відповідно до конституції (що діє з 1868 року), він одноосібно здійснює всю повноту виконавчої влади: визначає порядок організації уряду, його склад, затверджує закони, призначає на цивільні й військові посади, командує збройними силами, укладає міжнародні договори тощо.
Решта функцій виконавчої влади належить уряду, що призначається великим герцогом у складі голови (державного міністра) і міністрів. Найвищий орган законодавчої влади — однопалатний парламент (палата депутатів), обирається населенням на 5 років шляхом загальних прямих виборів за системою пропорційних представництв. Право голосу надається всім громадянам, що досягли 18 років. Управління в округах здійснюється комісарами, в кантонах — бургомістрами. Органами самоврядування в комунах є виборні ради.
У судову систему входять мирові судді, окружні суди й Верховний суд. Консультативний орган з питань права і вищий адміністративний суд, що призначається великим герцогом, — Державна рада.

## Адміністративний поділ
Столиця Люксембургу — місто Люксембург.

Округи Люксембургу

Найбільші міста Люксембургу: Люксембург (76 тис. осіб), Еш-сюр-Альзетт (24 тис. осіб), Діфферданж (15,7 тис. осіб), Дюделанж (14,7 тис. осіб).
В адміністративному плані Люксембург поділяється на три округи Дикірх, Гревенмахер та Люксембург, котрі, своєю чергою, поділяються на 12 кантонів (подані зі столицями):
1. Віанден — місто Віанден
2. Вільц — місто Вільц
3. Гревенмахер — місто Гревенмахер
4. Дикірх — місто Дикірх
5. Еш — місто Еш-сюр-Альзетт
6. Ештернах — місто Ештернах
7. Капеллен — місто Капеллен
8. Клерво — місто Клерво
9. Люксембург — місто Люксембург
10. Мерш — місто Мерш
11. Реміх — місто Реміх
12. Роданж — місто Роданж

До складу кантонів Люксембургу входять 118 комун (міських і сільських).

## Економіка

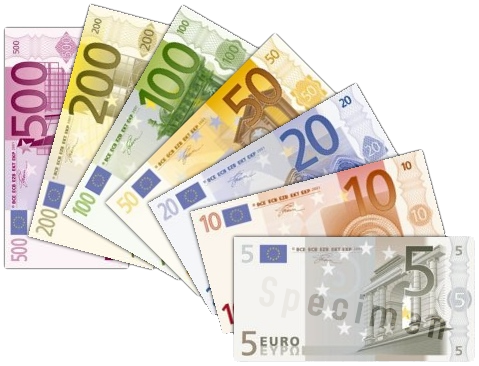
Люксембург є частиною єврозони з 1999 року.

### Промисловість
Основні галузі промисловості: гірничодобувна, чорна металургія, машинобудування, металообробна, хімічна, шкіряна, цементна, фаянсова, деревообробна, швейна, харчова, електротехнічна. За виробництвом сталі на душу населення країна посідає перше місце у світі. Останню домну загасили 1997 p., і нині сталь виплавляють в електропечах. У промисловості сильні позиції має іноземний капітал.

### Сільське господарство
В аграрному секторі зайнято лише 5 % робочої сили. Продуктами сільського господарства є овес, картопля, ячмінь, троянди, фрукти, вина. За обсягом товарної продукції рослинництво значно поступається тваринництву. Розводять велику рогату худобу, коней, свиней тощо. Ферми бувають мішаного типу. Трапляються і виключно молочні ферми.

### Транспорт
Довжина залізниць — 275 км, автошляхів — понад 5 тис. км. Авіакомпанії «Люксер» і «Карголюкс» обслуговують міжнародні авіалінії. У країні тільки один міжнародний аеропорт — Люксембург-Фіндел (IATA: LUX, ICAO: ELLX).
У лютому 2020 року уряд країни оголосив, що проїзд у громадському транспорті стане безкоштовним. Це зроблено для того, щоб розвантажити дороги країни. Станом на 2020 рік у Люксембурзі 650 авто на 1000 осіб населення.
29 лютого 2020 року Люксембург став першою країною, яка запровадила безкоштовний громадський транспорт, що майже повністю фінансуватиметься за рахунок податкових надходжень.

### Зовнішня торгівля
Люксембург експортує 90 % своєї продукції. Основні експортні товари — сталь (2/3 експорту) і металовироби.
Імпортують зерно, машини, нафту, залізну руду, вугілля.
Головні зовнішньоторговельні партнери — країни Європейського Союзу.
Певні надходження країна має від туризму.

### Фінансовий сектор
Люксембург вважається привабливим фінансовим хабом Європейського Союзу. Багатії з усього світу реєструють тут холдингові компанії, що дає їм змогу не платити податки на дивіденди — за умови, що протягом року холдингова компанія вклала у капітал іншої компанії принаймні $1,4 млн або тримала принаймні 10 % її акцій.
Ліберальні закони для регулювання діяльності холдингових компаній, які тут називають Soparfi (скорочення від société de participations financières), залишалися переважно без змін до 2006 року, коли Європейська Комісія зобов'язала Люксембург, державу-засновницю Європейського Союзу з 1951 року, скасувати оригінальний закон 1929 року, спрямований на приваблення міжнародних інвесторів.
Цей закон дозволяв будь-кому засновувати фінансові холдинги, які звільняються від податків на дохід, дивіденди і на приріст капіталу, а імена власників можна було не розголошувати.
Нині є побоювання, що уніфікація фіскального законодавства Європейського Союзу призведе до втрати Люксембургом його унікального становища як провідного фінансового центру світу.

### Зайнятість
Сільське господарство — 3 %, промисловість — 37 %, сфера послуг — 60 %. Обробляється 24 % площі. Основні с/г продукти: м'ясо, молоко, вовна, зерно, овочі, фрукти. Долина Мозеля відома виноградом і винами. Провідна галузь промисловості — чорна металургія.
У митному союзі з Бельгією. Місто Люксембург — одна з трьох столиць ЄС (Європейський парламент, фінансові та судові установи).
Грошова одиниця — євро.
360 тисяч туристів і 290 мільйонів доларів прибутку. Архітектурна спадщина середньовіччя. У списку ЮНЕСКО — стародавні квартали та фортифікаційні споруди міста Люксембурга.

## Природно-ресурсний потенціал
Поверхня країни — переважно горбиста рівнина, її середня висота — 250 м. На північ заходять відроги Арденн, що сягають 560 м (пагорб Кнайфф). У країні обмаль родючих земель.
Клімат — помірний, перехідний від морського до континентального. На нього впливає теплий південний вітер фен. Середні температури січня коливаються від 0 °C до +2, липня — від +18 до +21 °C. Річна кількість опадів — 700—1050 мм.
Мінеральні ресурси: горючі сланці, залізна руда, вапняки.

## Населення
Основне населення Люксембургу — люксембуржці. Говорять люксембурзькою мовою німецької групи індоєвропейської сім'ї. Поширені також німецька та французька мови. Писемність на основі латинського алфавіту. Переважна кількість віруючих — католики, є протестанти.
Загальна чисельність населення 473 тис. осіб, в тому числі в Люксембурзі 285 тис. осіб. Велику частку населення країни становлять іноземці — португальці, італійці, французи, німці та інші.

## Культура

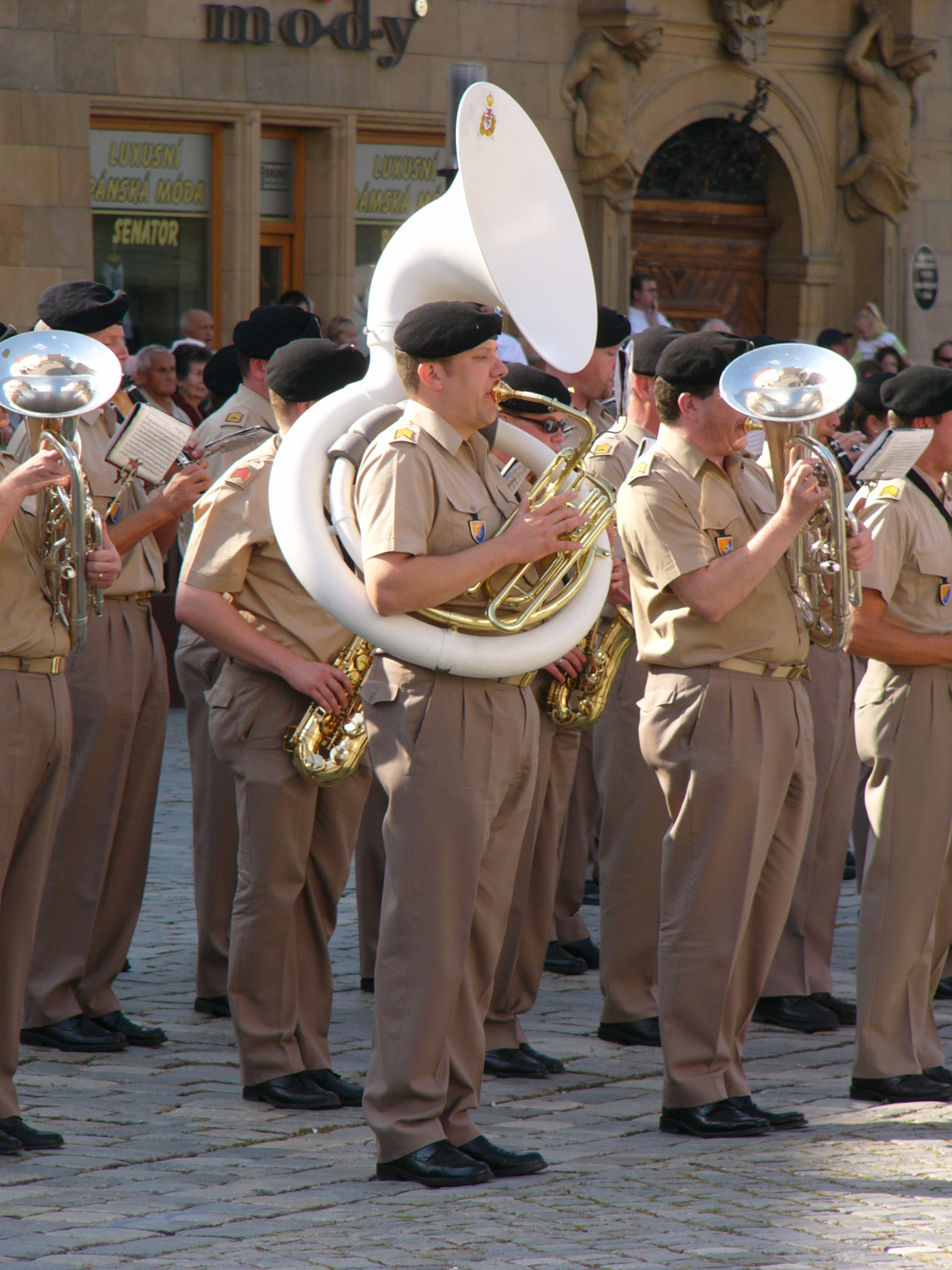
Військовий парад у Люксембурзі

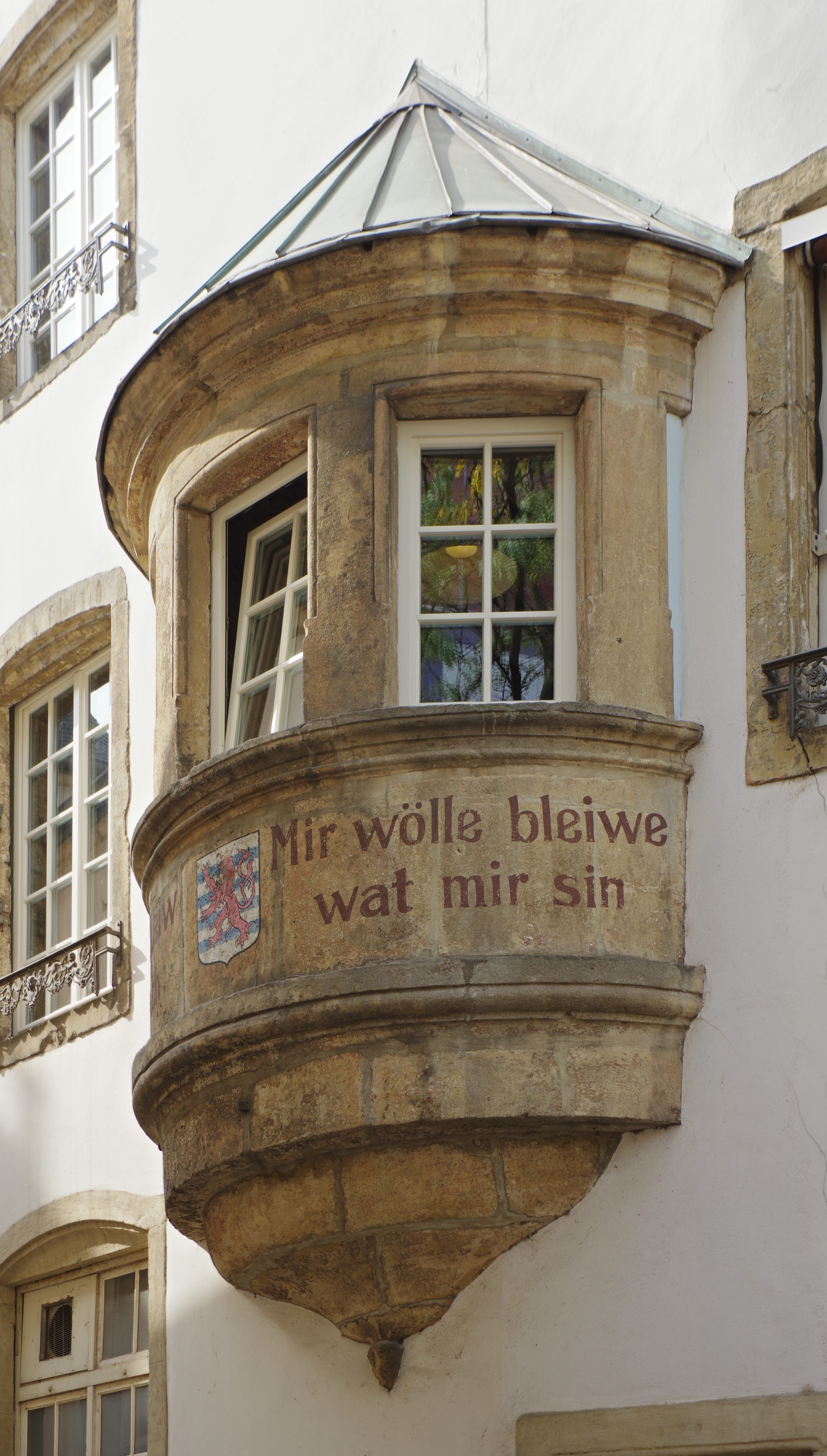
Національний девіз люксембуржців, який можна побачити на багатьох будинках.

Люксембург був затьмарений культурою сусідів. Він зберігає низку народних традицій, будучи протягом більшої частини своєї історії глибоко сільською країною. Є кілька помітних музеїв, розташованих переважно в столиці: Національний музей історії та мистецтва (NMHA), Музей історії міста Люксембург та новий Музей сучасного мистецтва імені Великого герцога Жана (Mudam). Національний військово-історичний музей (Люксембург)
(MNHM) в Дикірху особливо відомий своїми експозиціями про Арденнську операцію. Саме місто Люксембург входить до світової спадщини ЮНЕСКО через історичну важливість його укріплень.
Люксембург — батьківщина багатьох відомих художників, таких як Тео Керг, Йозеф Куттер і Мішель Маджерус, а також фотографа Едвард Стайхен, чия виставка Рід людський (виставка) додана до реєстру ЮНЕСКО «Пам'ять світу» і постійно розміщується в Клерво. Кінозірка Лоретта Янґ була люксембурзького походження.

### Мови
У Люксембурзі використовується три мови. Люксембурзька мова, яка раніше вважалась одним з діалектів німецької, є мовою, яку більшість Люксембуржців вчать з раннього дитинства у себе вдома. У початкових школах викладають в основному люксембурзькою, в середніх школах — французькою або німецькою. Люксембуржці володіють люксембурзькою та французькою мовами на рівні рідної мови, більшість володіють, більшою чи меншою мірою, німецькою. Газети друкують статті переважно німецькою мовою, але часто також французькою і люксембурзькою. Люксембурзькі канали телебачення мовлять майже виключно люксембурзькою, але доступні також іноземні канали французькою та німецькою мовами. Відповідно до численних досліджень, 75 % люксембуржців щодня спілкуються люксембурзькою, молодь пише текстові повідомлення цією мовою, люксембурзька звучить і в роботі парламенту, хоча всі закони написані французькою мовою. Для набуття громадянства необхідно скласти державний іспит з люксембурзької мови. Крім того, 13 % людей (в основному португальських іммігрантів) володіють португальською, досить поширені також знання англійської. Люксембурзька мова була стандартизована тільки в сімдесятих роках і з того часу переживає відродження, також і серед молодого покоління.

### Образотворче мистецтво
В період раннього середньовіччя головним художнім центром був монастир в Ехтернахе, де вироблялися мініатюри, що зображали у VIII—X ст. ірландські, а на рубежі X і XI століть — німецькі традиції. Виконувалися і різьблені оклади Євангелій з пластинами зі слонової кістки.
В XI столітті зводилися численні замки (збереглися в руїнах), романські капели (десятигранна капела замку Віанден) і базиліки (церква Санкт-Віллібрордус в Ехтернахе, 1017—1931) зі скульптурним оздобленням. Готичні церкви ст XIV—XVI ст. (У містах Люксембург, Ріндшлейден, Сет-Фонтен та ін.) відрізнялися великою кількістю скульптур в інтер'єрах (скинії, статуї мадонн і святих, надгробки). У другій половині XVI ст. поширився стиль ренесансу (ратуша, нині герцогський музей, в Люксембурзі, 1563), а в XVII ст. — Бароко (собор у Люксембурзі, 1613—1921). Зводилися укріплення резиденції знаті (замки Вітранж, Анзембург та ін.). У XVIII ст. переживав розквіт декоративно-ужиткового мистецтва (виробництво меблів, виробів з металу, фаянсу). У в архітектурі XIX ст. класицизм поступився місцем еклектизму.
Образотворче мистецтво в XIX ст. розвивалося під французьким впливом (портрети Ж. Б. Фрезі, романтичні пейзажі М. Кірша). Після Першої світової війни 1914—1918 виявився вплив німецького експресіонізму, потім — французького фовізму. Живопис Й. Куттера відзначений рисами гострого гротеску, соковитістю гами та співчуттям до знедолених. У творах сучасних художників (В. Кесселер, Ж. Пробст, М. Хофман та ін) відчутні впливи Матісса, Пікассо та інших французьких майстрів.

### Музика
Центром музичної культури Люксембургу з 1906 року є Консерваторія Люксембургу, а з 2005 — Люксембурзька філармонія, яка є головним концертним майданчиком філармонічного оркестру. Чотири рази Люксембург приймав конкурс Євробачення — в 1962, 1966, 1973 і 1984 роках.

## Туристичні об'єкти
У країні міститься частина природного національного парку Дойч-Люксембург, що розташований переважно на території Німеччини; кілька резерватів.
Столиця поділена річками Петрюс і Альзет на Нижнє та Верхнє міста, через річки перекинуто багато мостів. У Верхньому місті — руїни давньоримської чатової вежі, скельова капела Сен-Кірен (VI та XVI ст.), готична церква Сен-Мішель (1519 p.), Великий герцогський палац (XVI ст.), Палац юстиції (1556—1572 pp.), кафедральний собор Нотр-Дам (1613—1621 pp.), ратуша (1830 p.), Національний музей, Замок Мамер. Туристів приваблюють старовинні замки Віанден, Вітранж, Вільц; базиліка Санкт-Віллібрордус у м. Ехтернах, готична церква (XIV—XVI ст.) в Сет-Фонтені.

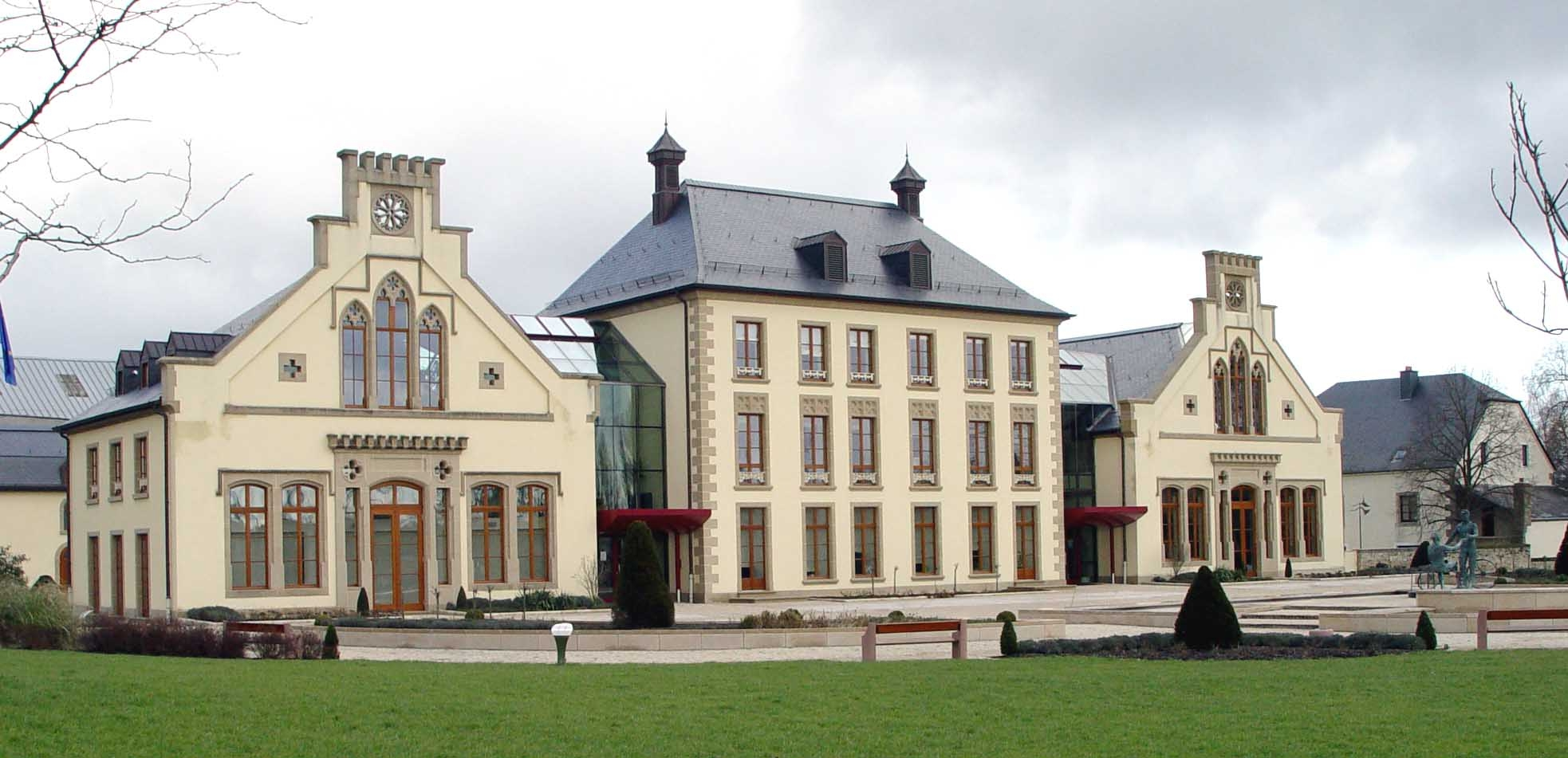
Замок Мамер
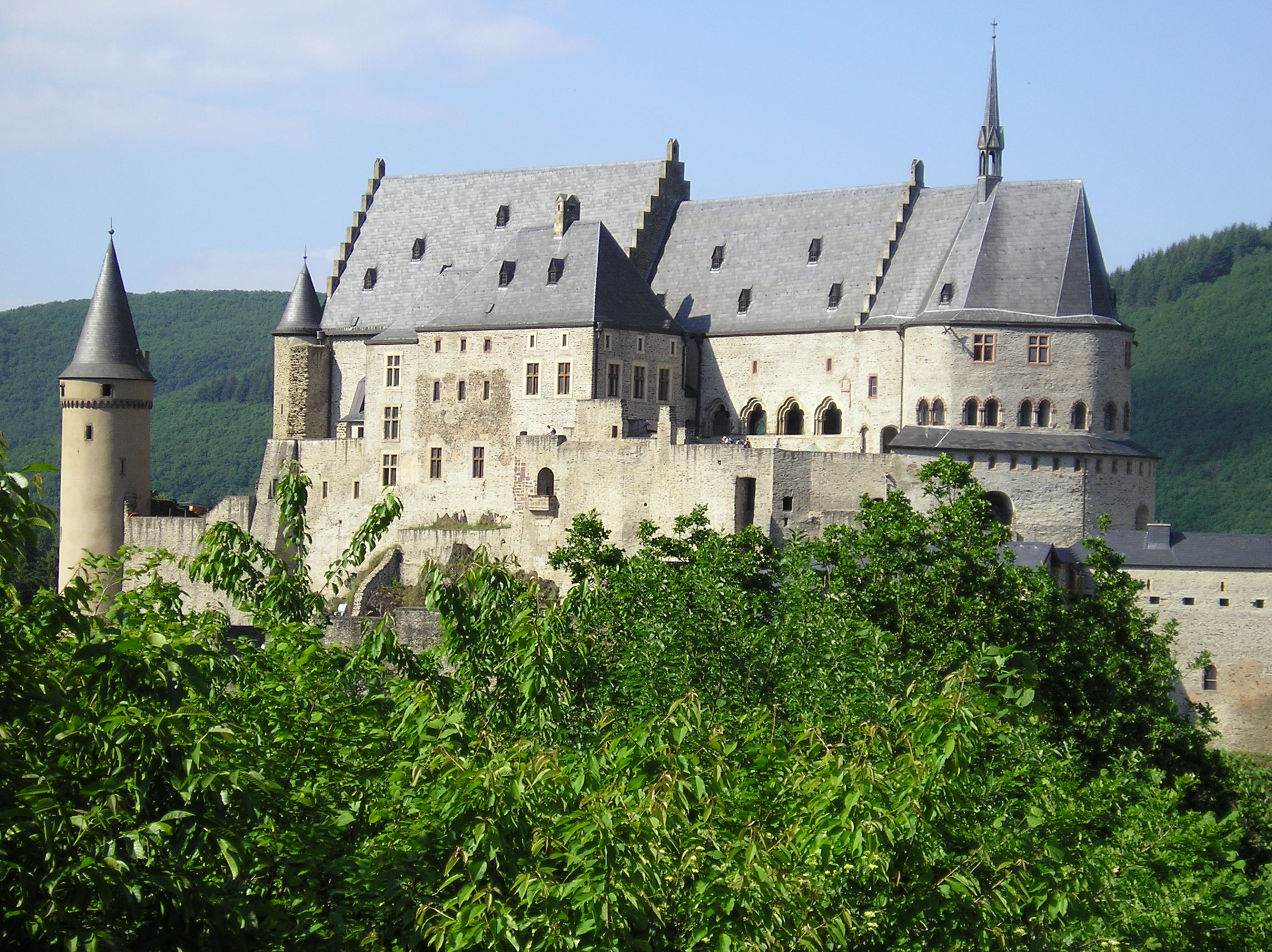
Замок Віанден
Музей Мюдам
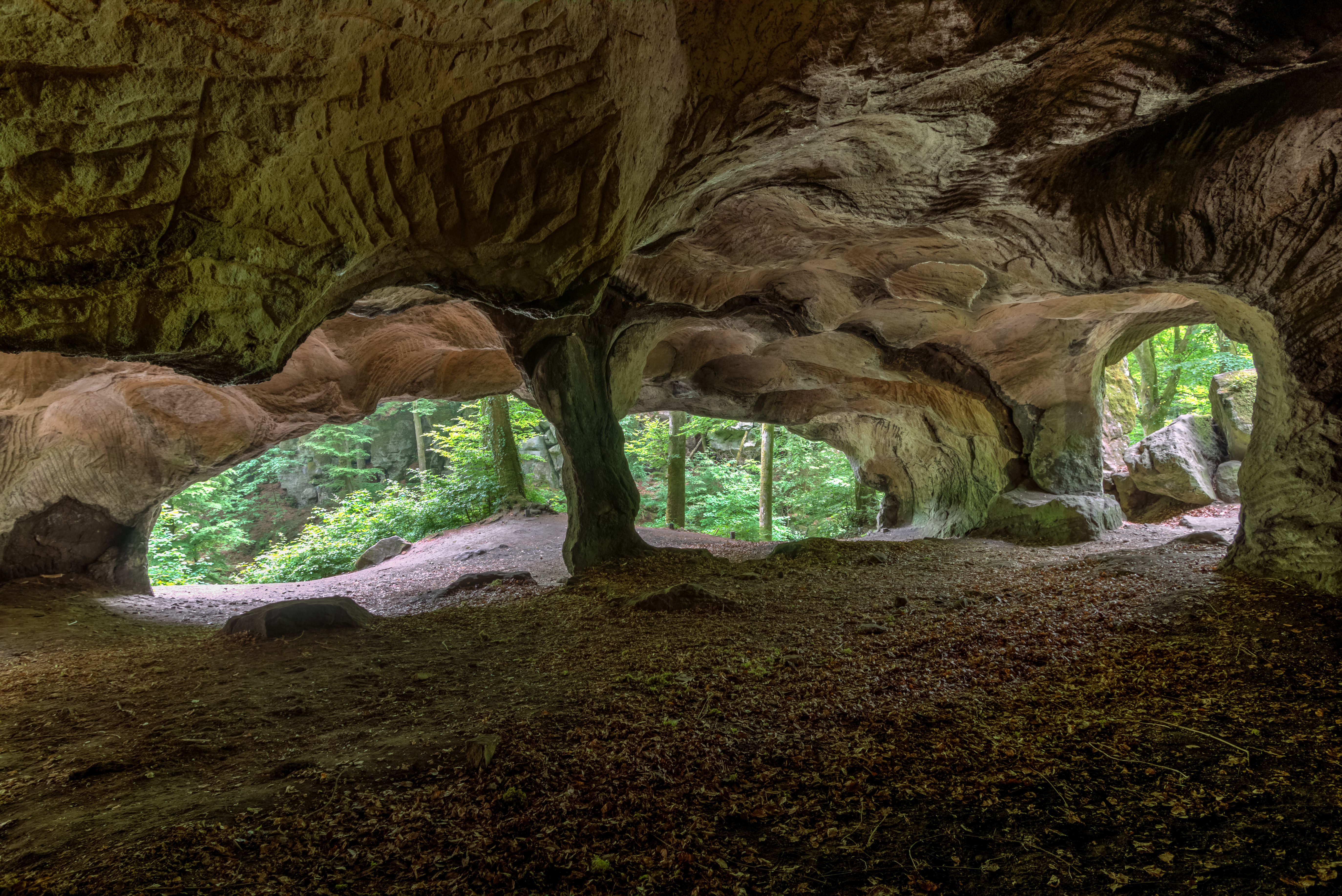
Хохллай ("порожні скелі") (Бердорф)